# Austrophorocera sorocula
Austrophorocera sorocula är en tvåvingeart som först beskrevs av Louis-Paul Mesnil 1949.  Austrophorocera sorocula ingår i släktet Austrophorocera och familjen parasitflugor. Inga underarter finns listade i Catalogue of Life.